# يوري شولمان
يوري شولمان (بالإنجليزية: Yury Shulman)‏ هو لاعب شطرنج أمريكي، ولد في 29 أبريل 1975 في مينسك في بيلاروس.

## وصلات خارجية
- يوري شولمان على موقع الاتحاد الدولي للشطرنج (الإنجليزية)
- يوري شولمان على موقع مباريات الشطرنج (الإنجليزية)
- يوري شولمان على موقع 365Chess.com (الإنجليزية)
- يوري شولمان على موقع Chesstempo.com (الإنجليزية)
- يوري شولمان على موقع الاتحاد الأمريكي للشطرنج (الإنجليزية)
- يوري شولمان سجل أولمبياد الشطرنج على موقع OlimpBase.org (الإنجليزية)